# Giulia Bongiorno

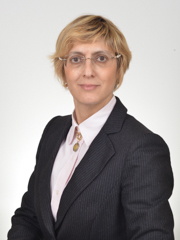
Giulia Bongiorno (2018)

Giulia Bongiorno (* 22. März 1966 in Palermo) ist eine italienische Anwältin und Politikerin (AN, Pdl, FLI, Lega). 

## Werdegang
Bongiorno hat sich auf Strafrecht spezialisiert, insbesondere im Bereich in Unternehmensstrafrecht und Sportrecht. Sie war Rechtsanwältin in einigen bekannten Rechtsfällen, wodurch sie auch außerhalb der Gerichtssäle bekannt wurde. 1995 gehörte sie zum Kreis von Anwälten, die Giulio Andreotti in den gegen ihn geführten Mafia-Prozessen in Palermo und Perugia verteidigte.
Bei den Parlamentswahlen 2006 wurde sie in den Reihen der Alleanza Nazionale (AN) in die Abgeordnetenkammer gewählt. 2008 wurde sie, nun für die Popolo della Libertà (PdL) wiedergewählt. In der XVI. Legislaturperiode saß dem Justizausschuss der Abgeordnetenkammer als Präsidentin vor. Nach dem Rauswurf von Gianfranco Fini aus der PdL und der von ihm gegründeten Partei Futuro e Libertà per l’Italia (FLI) war sie von 2011 bis 2013 Parteisprecherin der FLI.
2007 hat sie sich zusammen mit Michelle Hunziker und der Organisation “Doppia Difesa” um die Frauen gekümmert, die häuslicher Gewalt zum Opfer fallen. Später wurde das Projekt auch auf den Schutz von Minderjährigen erweitert.
Bei den Parlamentswahlen 2018 trat sie erfolgreich für die Lega für einen Sitz im Senat an. Von Juni 2018 bis September 2019 war Giulia Bongiorno Ministerin für Öffentliche Verwaltung im Kabinett Conte I. Mit ihrer Ernennung zur Ministerin gab sie ihren Posten im Verwaltungsrat von Juventus Turin auf.
Sie ist die Verteidigerin des wegen Amtsmissbrauchs und Freiheitsentzugs im Falle Open Arms angeklagten ehemaligen Innenministers Matteo Salvini.

## Veröffentlichungen (Auswahl)
- Nient’altro che la verità. Come il processo Andreotti ha cambiato la mia vita. Rizzoli, Mailand 2005, ISBN 88-17-00842-7.
- mit Michel Hunziker: Con la scusa dell’amore. Longanesi, Mailand 2013, ISBN 978-88-304-3607-7.
- Le donne corrono da sole: storie di emancipazione interrotta. Rizzoli, Mailand 2015, ISBN 978-88-586-8141-1